# Bunić (prezime)
Bunić je hrvatsko prezime, koje se najčešće pojavljuje u Zagrebu, Varaždinu,  Klenovniku, Koprivnici i u Supetarskoj Dragi.

## Osobe s prezimenomBunić
- Ivan Bunić Vučić (1592. – 1658.), hrvatski barokni pjesnik
- Ivan Bunić mlađi (u. 1712.), hrvatski pjesnik i pisac
- Jakov Bunić (1469. – 1534.), hrvatski pjesnik latinist, diplomat, trgovac, političar, dužnosnik i pravnik
- Jerolim Franjo Bunić (u. 1750.), hrvatski biskup i političar
- Jeronim Bunić, hrvatski diplomat
- Julija Bunić, hrvatska renesansna pjesnikinja
- Frano Bunić (u. 1717.), hrvatski vojskovođa
- Luka Bunić (u. 1778.), hrvatski pravnik i pisac
- Luka Mihov Bunić (1708. − 1778.), hrvatski pjesnik i prevoditelj
- Marin Bunić, hrvatski pjesnik latinist
- Miho Bunić (1541. − 1617.), hrvatski renesansni pjesnik i prevoditelj
- Nada Bunić, hrvatska renesansna pjesnikinja
- Nikola Bunić (1635. − 1678.), hrvatski pjesnik, diplomat i državnik
- Pijerko Bunić Luković (1788. − 1846.), hrvatski dramski pisac i pjesnik
- Serafin Bunić (1440. − 1485.), hrvatski diplomat, teološki pisac, profesor i doktor teologije
- Tomislav Janko Šagi-Bunić (1923. − 1999.), hrvatski teolog
- Župan Bunić (do 1464.), hrvatski graditelj i admiral